# Oryzias latipes

Verbreitungsgebiet von Nördlichem (Oryzias sakaizumii) und Südlichem (Oryzias latipes) Medaka in Japan. Während Oryzias sakaizumii lediglich in einem Teilgebiet Japans vorkommt, ist Oryzias latipes auch außerhalb Japans zu finden; diese Karte zeigt somit für den Südlichen Medaka ausschließlich dessen japanisches Vorkommen

Unter Oryzias latipes, auch Medaka, Japanischer Reisfisch oder Japan-Reiskärpfling, versteht man eine südostasiatische Fischart aus der Gattung Oryzias und der Familie der Reisfische (Adrianichthyidae), die als Aquarienfisch und als Modellorganismus in der biologischen Forschung von Bedeutung ist. Neben Oryzias latipes ist als Medaka seit 2012 auch die Art Oryzias sakaizumii beschrieben. Zuvor wurden beide Taxa als eine Art angesehen. in Japan wird Oryzias latipes in Abgrenzung zu Oryzias sakaizumii als Südlicher Medaka bzw. Südlicher Killifisch (japanisch ミナミメダカ Minami-medaka) bezeichnet.

## Etymologie
Die Gattungsbezeichnung Oryzias stammt vom griechischen oryza = Reis und weist auf das Habitat hin, das die Fischgattung bewohnt. Das Artepitheton latipes leitet sich von lateinisch latus „breit“ und pes „Fuß“ her.

## Merkmale

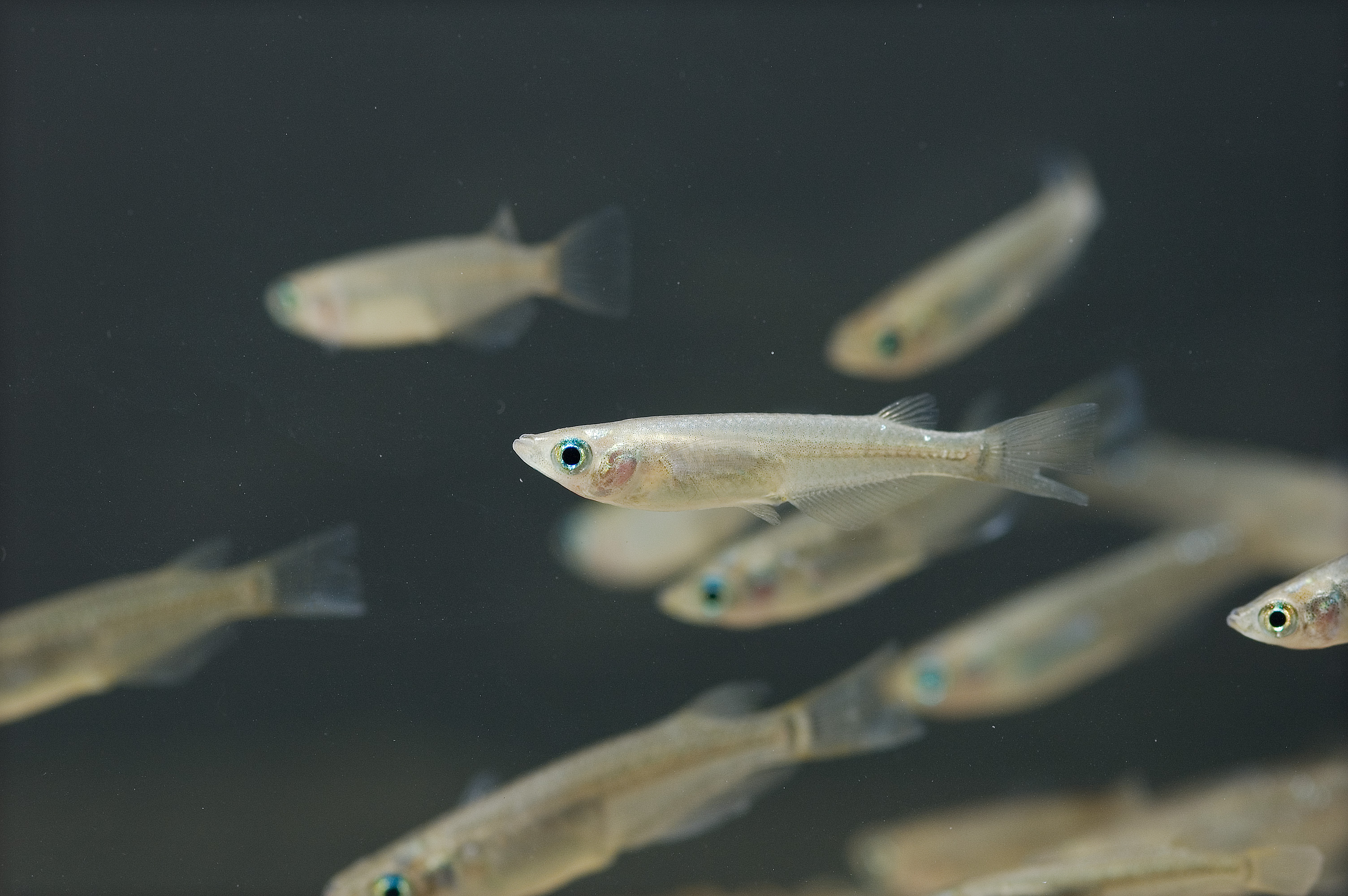
Oryzias latipes von Hamamatsu, Shizuoka, Japan

Oryzias latipes erreicht eine Maximallänge von vier Zentimetern. Der Körper ist seitlich abgeflacht, der Kopf macht etwa ein Viertel der Standardlänge aus. Das Maul ist endständig mit etwa gleich langen Kiefern oder etwas längerem Unterkiefer. Die Augen sind mittelgroß und ragen nicht über die Kopfoberseite. Die Schuppen sind relativ große Cycloidschuppen, von denen entlang des Körpers 28 bis 32 liegen. Der Körper ist durchscheinend mit verstreut liegenden, dunklen Melanophoren, die von der Rückseite des Kopfes bis zum Ansatz der Rückenflosse und auf der Flanke vom Kopf bis zur Schwanzflosse mehr oder weniger deutliche dunkle Reihen bilden. Im Vergleich mit Oryzias sakaizumii ist die Schwanzflosse größer und die Augen stehen in der Regel tiefer.

## Vorkommen und Gefährdung

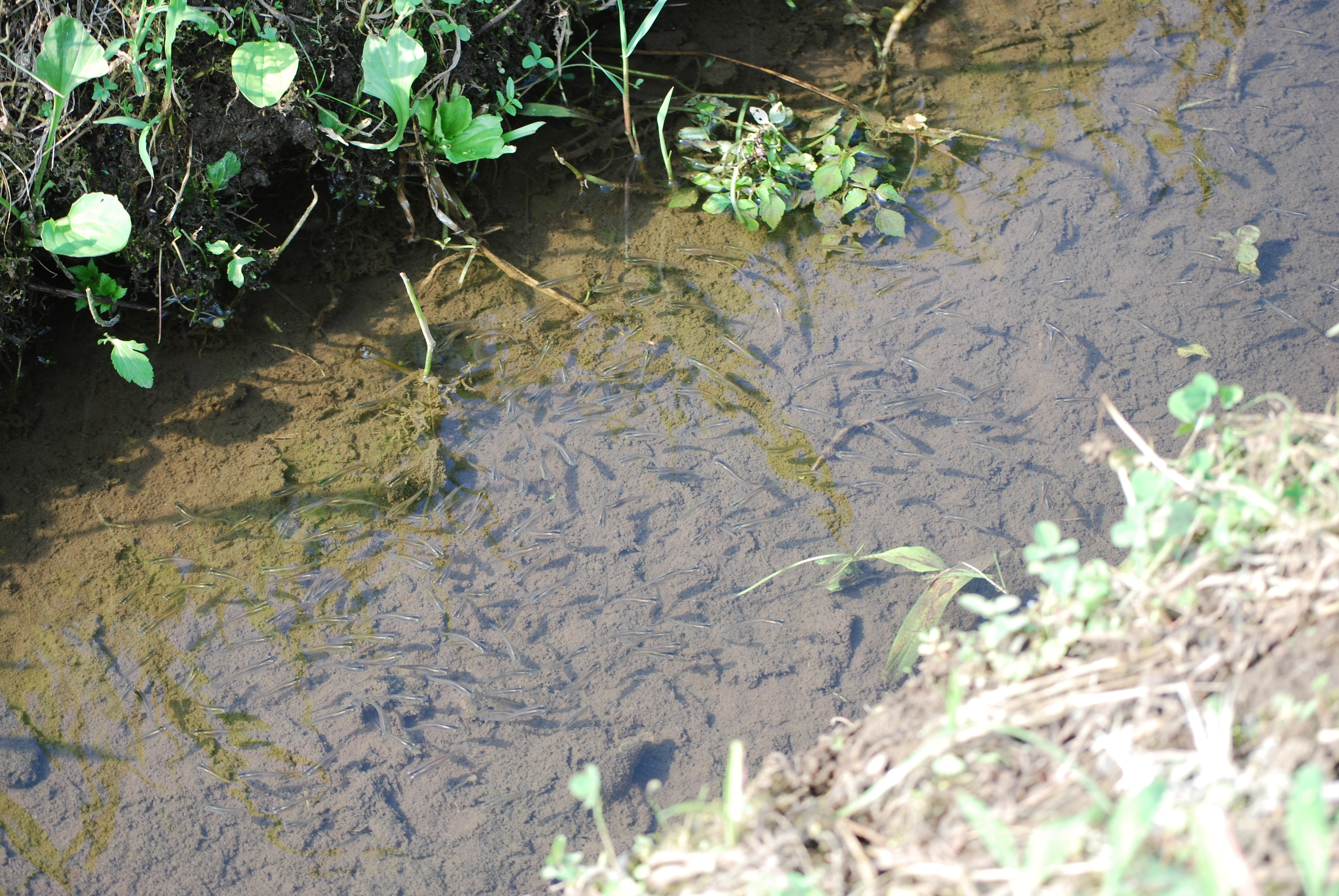
Medaka in einem kleinen Gewässer in der Stadt Katori, Japan

Oryzias latipes kommt in Asien in Japan, Korea, China und Vietnam vor. Er wurde im mittleren Nam Theun, Mekong, Irrawaddy, Salween, Roten Fluss und Nanpangjiang in Einzugsgebieten nachgewiesen.
Wie auch bei Oryzias sakaizumii sind Wildpopulationen neben Gefährdungen durch Flurbereinigungen und Pestiziden auch durch Aussetzen von Zuchtformen bedroht. Zuchtformen weisen jedoch andere Eigenschaften aus als Wildformen. In Gebieten, in denen Zuchtformen ausgesetzt werden, steigt die Zahl an Hybriden zwischen Zuchtformen und der reinen Art mit fortschreitender Hybridisierung immer weiter an. Diadurch besteht die Gefahr, dass reine Wildformen dort verschwinden werden. Die Japanische Medaka-Gesellschaft (Japan Medaka Association; J.M.A.) versucht, durch Aufklärung und weitere Maßnahmen dem entgegenzuwirken.

## Lebensraum
Erwachsene Tiere kommen in Teichen, Sümpfen, Reisfeldern und kleinen Fließgewässern vor. Sie bevorzugen langsam fließende Bäche. Oryzias latipes bewohnen vor allem Tieflandgewässer und Brackwasser, und auch Gezeitentümpel an den Küsten bestimmter Regionen in Japan und Korea bewohnen, denn sie können eine große Bandbreite an Salzgehalten vertragen. Sie sind Allesfresser. Die bevorzugte Temperatur liegt bei 18 °C bis 24 °C.

## Erstbeschreibung
Oryzias latipes wurde 1846 von Coenraad Jacob Temminck und Hermann Schlegel ursprünglich als Poecilia latipes (Basionym) wissenschaftlich beschrieben.

## Zuchtformen, Haltung und Zucht

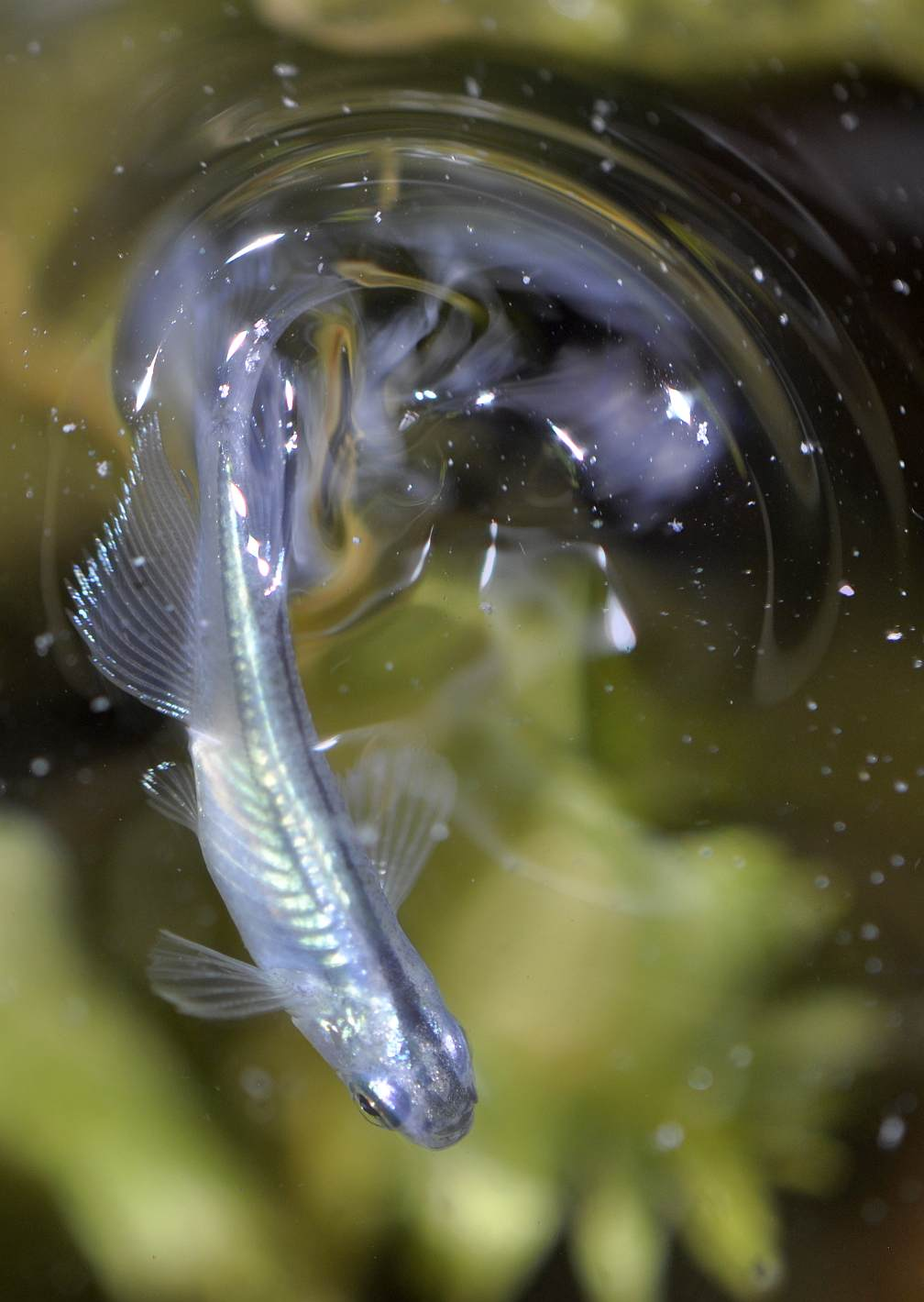
Medaka Farbform „Miyuki Blue“, Männchen

Zudem züchteten Liebhaber vielerlei Farbformen, wobei da auch Oryzias sakaizumii mit verwendet wurde. Medaka sind im Aquarium und wenn es die Witterung erlaubt auch in Minteichen und außen stehenden Behältern leicht zu pflegen. Der bevorzugte pH-Wert liegt zwischen 7,0 und 8,0 pH, der bevorzugte Härtegrad bei 9–19 °dH (Grad deutscher Härte), eine Haltung in Brackwasser ist ebenfalls möglich. Der pH-Wert sollte nicht viel tiefer als 7 fallen.

### Zucht
Medaka sind bei konstant warmer Temperatur nach zwei bis drei Monaten geschlechtsreif, so dass in einem Jahr mehrere Generationen gezüchtet werden können. Die Weibchen tragen ihre Eier noch einige Zeit lang als Traube unter dem After mit sich herum, bevor sie sich in Zonen dichten Bewuchses oder an Wurzeln von Schwimmpflanzen oder zu einem künstlichen Laichmedium wie einem Laichmopp begeben, um dort ihre Eier abzustreifen. Die Eier sind robust und können ohne großen Aufwand versendet werden.